# Silvestre Varela
Silvestre Manuel Gonçalves Varela (Almada, Portugal, 2. veljače 1985.) bivši je portugalski nogometaš i nacionalni reprezentativac koji je igrao na poziciji krila.

## Karijera

### Klupska karijera

#### Sporting Lisabon
Igrač je proizvod omladinske škole lisabonskog Sportinga. Na početku seniorske karijere klub ga je slao na posudbe u Casa Piju i Vitóriju Setúbal. Za Sporting Lisabon je odigrao svega dvije utakmice tijekom sezone 2005./06.
Sezonu 2007./08. Silvestre Varela provodi na posudbi u španjolskom Recreativu. Nakon toga igrač se u srpnju 2008. vraća u Sporting koji ga ubrzo prodaje Estrela da Amadori.

#### Porto
Prije završetka sezone 2008./09., igrač je u ožujku 2009. potpisao četverogodišnji ugovor s Portom o prelasku u klub kao slobodan igrač u srpnju iste godine.
Tijekom sezone 2010./11. igrač je s Portom osvojio četverostruku krunu: portugalsko prvenstvo, nacionalni kup i Superkup te Europsku ligu.

### Reprezentativna karijera
Kao član portugalske reprezentacije do 21 godine, Varela je 2006. i 2007. nastupao na europskom prvenstvu. Debi za seniorsku vrstu imao je 3. ožujka 2010. u prijateljskom susretu protiv Kine. Prvi gol za Portugal zabio je 26. ožujka 2011. protiv Čilea, također u prijateljskoj utakmici.
Portugalski izbornik Paulo Bento je uvrstio Silvestrea na popis reprezentativaca za EURO 2012. Na tom turniru odigrao je posljednjih deset minuta susreta u skupini protiv Njemačke kojeg je Portugal izgubio s 1:0. U drugoj utakmici skupine protiv Danske, Varela je također ušao pred kraj susreta te postao junakom utakmice zabivši pobjednički gol za konačnih 3:2.

#### Pogoci za reprezentaciju
| #  | Datum               | Mjesto                                       | Protivnik   | Pogodak | Rezultat | Natjecanje                       |
| -- | ------------------- | -------------------------------------------- | ----------- | ------- | -------- | -------------------------------- |
| 1. | 26. ožujka 2011.    | Leiria, Portugal                             | Čile        | 1:0     | 1:1      | Prijateljska utakmica            |
| 2. | 13. lipnja 2012.    | Arena Lviv, Lviv, Ukrajina                   | Danska      | 2:3     | 2:3      | EURO 2012                        |
| 3. | 11. rujna 2012.     | Estádio Municipal de Braga, Braga, Portugal  | Azerbajdžan | 1:0     | 3:0      | Kvalifikacije za SP Brazil 2014. |
| 4. | 15. listopada 2013. | Estádio Cidade de Coimbra, Coimbra, Portugal | Luksemburg  | 1:0     | 3:0      | Kvalifikacije za SP Brazil 2014. |
| 5. | 22. lipnja 2014.    | Arena Amazônia, Manaus, Brazil               | SAD         | 2:2     | 2:2      | SP Brazil 2014.                  |

## Osvojeni trofeji

### Klupski trofeji
| Klub     | Trofej               | Godina   |
| Portugal | Portugal             | Portugal |
| -------- | -------------------- | -------- |
| Porto    | Portugalski Superkup | 2009.    |
| Porto    | Portugalski kup      | 2010.    |
| Porto    | Portugalski Superkup | 2010.    |
| Porto    | Europska liga        | 2011.    |
| Porto    | Primeira Liga        | 2011.    |
| Porto    | Portugalski kup      | 2011.    |
| Porto    | Portugalski Superkup | 2011.    |
| Porto    | Primeira Liga        | 2012.    |
| Porto    | Portugalski Superkup | 2012.    |
| Porto    | Primeira Liga        | 2013.    |
| Porto    | Portugalski Superkup | 2013.    |

## Vanjske poveznice
- Profil igrača na BDFutbol.com
- Varelina statistika na Foradejogo.net  Arhivirana inačica izvorne stranice od 1. travnja 2016. (Wayback Machine)